# Feodalism

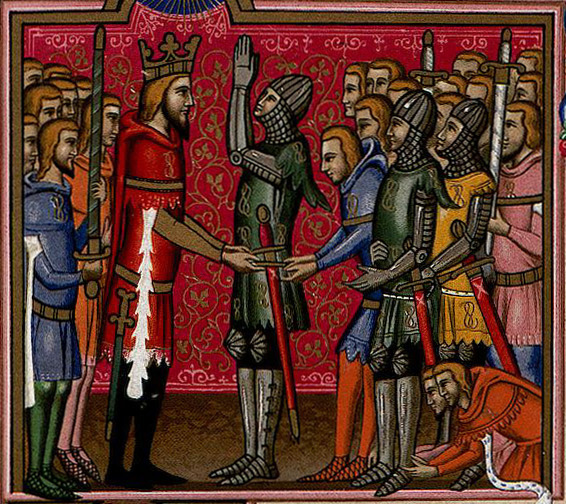
En man slås till riddare. Ur statuterna till en av Ludvig I av Anjou instiftad, kortlivad orden.

Feodalism (av franskans féodalisme, en avledning av senlatinets feodum som betyder landområde) är ett hierarkiskt samhällssystem uppbyggt kring förläningar, gods och privilegier, ibland ärftliga, som kungamakten gav till en härskande klass som belöning för tjänster. Termen myntades under 1800-talet för att beteckna det gamla privilegiesamhället i Väst- och Mellaneuropa från tiden före franska revolutionen som man ville komma bort ifrån – en orsak till att begreppet redan från början fick en negativ klang. Numera används det främst för att beteckna ett samhälle uppbyggt i likhet med det medeltida länsväsendet. I Norden var feodaliseringen svag.
Det är besläktat med begreppen feodal, feodala relationer och feodalsamhälle, begrepp som används för att beteckna samhällen som präglas av ett visst slags relationer mellan länsherrar och deras vasaller (jämför franskans féodalité och société féodale). Feodala relationer karaktäriseras av att ena parten i relationen, helt eller delvis, överlämnar sin frihet och beslutanderätt till den andra parten i utbyte mot beskydd. I ett feodalt samhälle finns det i regel flera lager av feodala relationer, där de flesta individer fattar beslut åt och beskyddar underordnade individer samtidigt som fogar sig efter, och beskyddas av, överordnade individer. Feodala rättigheter innehades endast av vasaller och adel i det feodala samhället. Det innebar att de hade monopol på kvarn, vinpress, bakugn, jakt och fiske samt de högsta ämbetena i samhället.
Till begreppet feodalism hör även det feodala samhället där vasaller, kungar och bönder levde.
Begreppet feodalism har ingen allmänt accepterad definition hos historiker i dag och har varit föremål för motsättningar. Klassiska definitioner har formulerats av tänkare som Adam Smith och Karl Marx. Den senare utgår ifrån en enkel ekonomisk relation mellan en utsugande parasitär överhet i form av feodalherrar och en utsugen produktiv bondeklass. Många mer moderna historiker som François-Louis Ganshof och Marc Bloch har velat ge andra mindre ekonomiskt inriktade definitioner.

## Etymologi
Begreppen "feodal" och "feodalism" har båda rötter i latinisering av termer i germanska språk som syftar på boskap och rikedom. Ett urgermanskt fehu (jämför tyskans Vieh, engelskans  Fee, och svenskans fä, 'boskap', 'kor'), samt det likaså urgermanska audaz, 'rikedom' (jämför det gamla nordiska begreppet öd), gav tillsammans upphov till medeltidslatinets feodum eller feudum, med vilket man kunde beteckna en jordförläning, alltså ett län (även kallat beneficium).

## Försök att tillämpa begreppet på historiska västeuropeiska samhällen
Länsväsendet i Europa har rötter i tidig medeltid. Enligt ett synsätt var det Karl den store som insåg att statsmakten inte hade tillräckliga resurser för att skydda landet och därför bestämde sig för att dela upp landet i län, länen i gods, godsen i gårdar och gårdarna till torp. I länen fanns det vasaller som skyddade sitt län med hästar och soldater. Som belöning fick soldaterna och hästarna mat av godsägarna. Godsägarna fick sin mat från gårdarna som fick av torparna, alltså deras arbetskraft. Denna samhällstyp betecknas ibland feodalsamhälle, men utgör enligt den historiska materialismen grunden för ett särskilt produktionssätt, feodalismen.
Feodalism brukar associeras med livegenskap, men det är ingen nödvändig del av feodalismen.

## Försök att tillämpa begreppet på historiska nordiska samhällen
I nordisk historia har man ibland sett det på Magnus Ladulås tid inrättade frälset som en motsvarighet till kontinentens feodalväsende och som grunden för ett feodalt produktionssätt. Kungamakten knöt med frälset till sig lokala jordägare som även kom att ingå i riksråd och dylikt, varvid de också fick ta del av den administrativa makten och styrelsen av riket. En centralmakt byggdes successivt upp, i viss konkurrens med regionala och lokala maktcentra som Nordens tingsplatser med rötter i vikingatidens samhälle, även om dessa förblev betydelsefulla medeltiden ut. Mellan kungamakten och stormännen, adeln, fanns ett ömsesidigt beroendeförhållande och en sorts maktdelning. Aristokratin kan ses som ett administrativt mellanled mellan folk och kung. Under sen järnålder och tidig medeltid så talar historiker gärna om "resekungadöme" vilket innebär att kungen hade flera kungsgårdar över sitt rike som han reste emellan. Dessa var maktbaser varifrån kungen kunde utöva kontroll över sitt rike. För att mer effektivt styra riket delegerades kontroll till lokala jarlar som till en början fungerade som lokala guvernörer vars uppgift var att uppbåda krigare till kungens förfogande i krigstid och att driva in skatter från de jordägande skattebönderna. Jarlen erhöll en tredjedel av den indrivna skatten. 
Borgar och gods hamnar i storgods som styrs centralt från ett slott, och när så allt fler adelsmän flyttar till Stockholm för att politiskt förstärka och försvara sin makt kan man tala om Sverige som en centraliserad furstestat. Den historiska materialismen betraktar vanligen furstestaten som en ny variant av feodalismen.

## Synen på kyrkans roll
Under medeltiden åtnjöt den från Rom och påven styrda kyrkan genom det andliga frälset en betydande självständighet gentemot världsliga myndigheter. Den historiematerialistiska teorin ser emellertid kyrkan snarast som en ideologisk del av samma "feodala statsapparat", med funktionen att kontrollera folket, som försökte slita ihop till att betala all den skatt (näspenning) som de andra inte gjorde.

## Pyramidmetaforen

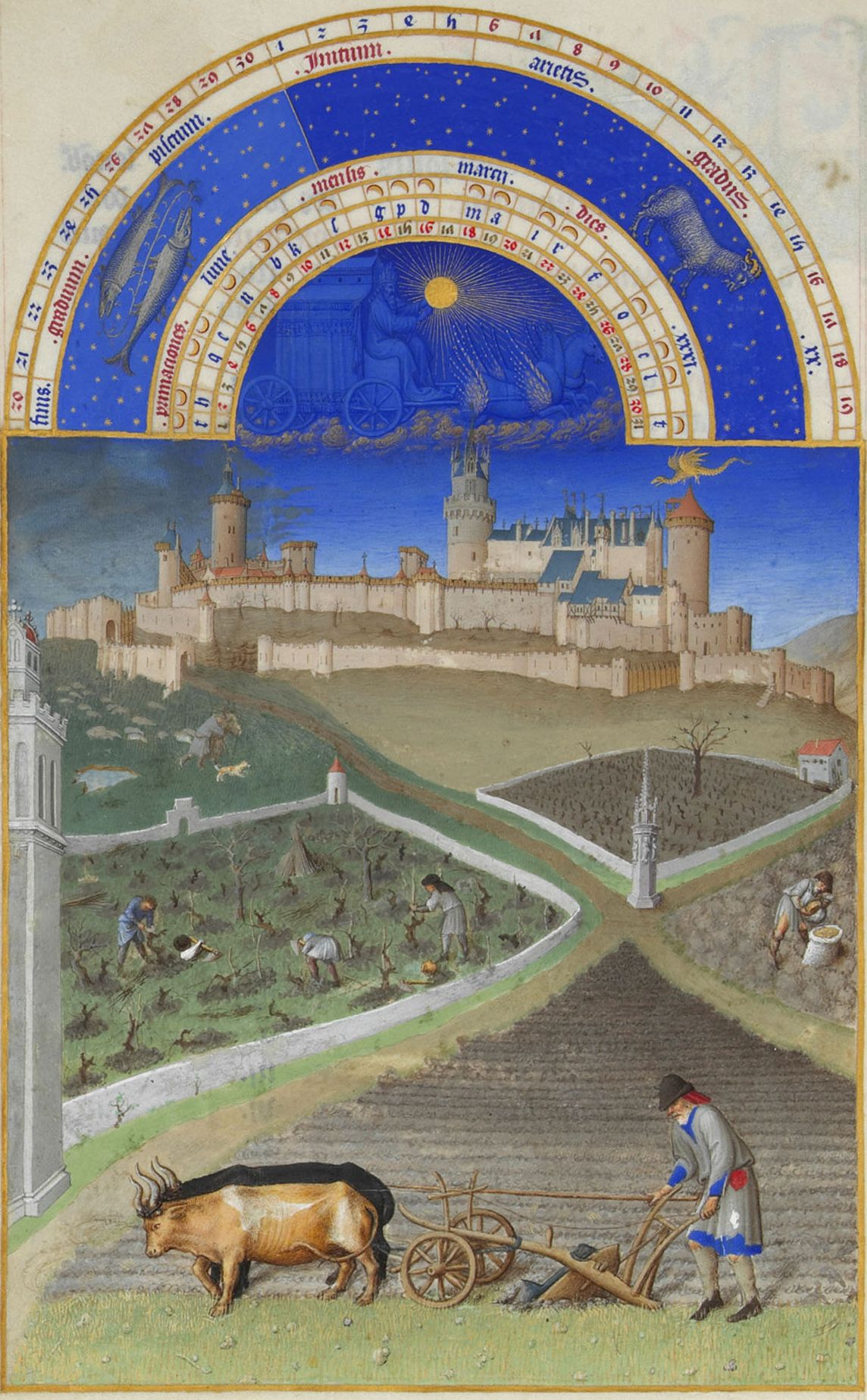
Bönder som plöjer framför ett slott. Illustration ur Les Très Riches Heures du Duc de Berry från cirka 1415.

Det feodala samhället har ibland framställts som en pyramid. Kungen var i toppen. Under honom fanns storvasaller som lydde och fick mark av kungen. Undervasaller som lydde storvasallerna, kunde till exempel vara riddare och soldater. Längre ner fanns självägande bönder. Under dem fanns egendomslösa, såsom torpare, drängar och pigor, daglönare, backstugusittare och tjänstehjon, där många levde under förhållanden som påminde om livegenskap. I medeltidens Europa var jordbruket den dominerade näringen.
Denna och liknande bilder av det "feodala samhällssystemet" som en pyramid har vunnit spridning genom sin pedagogiska och propagandistiska slagkraft. De återfinnes inte sällan i skolans historieböcker men bör användas med försiktighet eftersom de ger en överförenklad bild av de samhälleliga relationerna och inte kan sägas spegla något verkligt existerande historiskt samhälle.

## Feodalism enligt Marx
I Karl Marx egna texter och inom den bredare kategorin av historiematerialistiska forskare är studiet av feodalismen något ofta återkommande. Marx inspirerades av upplysningstänkarnas definition av feodalismen och studerade den som ett produktionssätt som givit upphov till kapitalismen. 
I en marxistisk forskningstradition är feodalism samlingsbegrepp på alla produktionssystem som grundar sig i upptagandet av jordränta från självförsörjande bönder, i form av främst naturaprodukter eller dagsverkesarbete, av en härskande elit som kontrollerar marken. Upptagandet av jordräntan handlar i ett feodalt system enligt Marx modell om att producera för feodalelitens egen konsumtion och inte för försäljning på en marknad. Uppkomsten av ett jordbruksöverskott som kunde säljas eftersom det varken behövdes för bonden eller feodalherrens egen konsumtion gav enligt Marx utrymme till en handel och en urbanisering som på sikt underminerade hela det feodala samhällets existens.[källa behövs]

## Kritik av feodalismbegreppet
Kritik har riktats mot begreppet feodalism bland annat för att det överdriver de medeltida samhällenas karaktär av system och bortser från regionala skillnader och dynamiska inslag, som gör det svårt eller omöjligt att tala om ett heltäckande samhällssystem i det medeltida Europa. En framträdande kritiker är den brittiska historikern Susan Reynolds (1994).
Det marxistiska begreppet feodalismen som ett mer eller mindre universellt förekommande produktionssätt, har kritiserats för att vara så allmänt att det saknar analytiskt värde. System som bygger på upptagande av jordränta har förekommit över hela jorden, men om man vill förstå de historiska förändringsprocesserna är det mer fruktbart att koncentrera sig på vad som skiljer de olika samhällena åt. Denna typ av kritik har framförts även inifrån den historiska materialismen, bland annat av den brittiske marxistiske historikern Perry Anderson (1974).